# Federico Luzzi
Federico Luzzi (Arezzo, 3 gennaio 1980 – Arezzo, 25 ottobre 2008) è stato un tennista italiano.

## Biografia
Figlio di Maurizio, medico, e di Paola Cesaroni, insegnante di musica, iniziò a giocare a tennis all'età di tre anni al Circolo Tennis di Arezzo e già a 10 anni in categoria juniores. Divenne professionista nel 1999 dopo una brillante carriera juniores che fra i 14 e i 16 anni lo vide vincere due campionati europei, un campionato del mondo e svariati titoli italiani in tutte le categorie. Il 2000 fu l'anno dei primi risultati a livello internazionale e da qualificato arrivò fino al terzo turno del torneo di Kitzbühel sconfiggendo Coria, allora numero 34 del mondo, e Vicente.
Nel 2001 vinse i challenger di Bombay e Singapore ed ottenne la prima convocazione in Coppa Davis dove ebbe la meglio, con un 14-12 al quinto set, contro Liukko nell'incontro con la Finlandia. Raggiunse poi i quarti di finale all'International Series Gold Torneo Godó di Barcellona, ma il vero exploit arrivò la settimana successiva con gli ottavi di finale agli Internazionali d'Italia quando batté Arnaud Clément e Hicham Arazi, rispettivamente n. 7 e n. 19 del mondo. Sempre nel 2001 si qualificò al Roland Garros, Parigi, perdendo sul campo numero 1 da Evgenij Kafel'nikov.
Nel prosieguo della stagione batté, fra gli altri, giocatori come Dominik Hrbatý, n. 18 ATP, Agustín Calleri e Davide Sanguinetti; ottenne la seconda convocazione in Coppa Davis in occasione dello spareggio al Foro Italico di Roma contro la Croazia di Goran Ivanišević e Ivan Ljubičić, per finire l'anno al n. 96 del ranking ATP e n. 3 d'Italia. L'anno successivo cominciò brillantemente con il raggiungimento della miglior classifica ATP di sempre, n. 92, ma a febbraio Federico subì un grave infortunio alla spalla che da quel momento condizionò negativamente la sua carriera. Il periodo che seguì lo fece precipitare, alla fine del 2004, alle soglie del n. 500 del mondo. Un periodo buio, che lo portò a prendere in considerazione l'ipotesi di smettere a causa del continuo accanirsi dei problemi fisici. Quell'anno, in un match a Genova, sotto 5-2 contro l'austriaco Koellerer, dopo un match molto nervoso, Luzzi perse la testa e colpì l'avversario con un pugno. Dopo l'incontro con il maestro Umberto Rianna e l'aiuto del suo primo maestro Carlo Pini, iniziò una lenta risalita, attraverso un 2005 di ripresa, con qualche acuto positivo, come la qualificazione agli Australian Open dove perse solo al quinto set contro Marcos Baghdatis, e un'altra buona prestazione nel Torneo di Buenos Aires contro Gastón Gaudio, fresco vincitore del Roland Garros.
Alla fine del 2006 arrivò una confortante serie di risultati con una finale, quattro semifinali e altri piazzamenti che lo fecero risalire alla fine dell'anno tra i primi 150 giocatori del mondo e n. 9 d'Italia. Nel 2007 Federico si qualificò per il Torneo di Doha e batté il n. 39 del mondo Jürgen Melzer prima di arrendersi a Olivier Rochus. Con questo risultato raggiunse la 137ª posizione del Ranking ATP ulteriormente migliorata con la semifinale al challenger di Torino che lo portò al n. 4 d'Italia, ma soprattutto dopo sei anni tornò a vestire la maglia della nazionale giocando e vincendo un incontro di singolare in Coppa Davis contro il Lussemburgo.
Pochi giorni dopo giocò il suo ultimo torneo ATP a Kitzbühel uscendo sconfitto al primo turno contro Mariano Zabaleta. Il 29 febbraio 2008 venne squalificato per 200 giorni con una multa di 50 000 dollari dall'ATP in quanto avrebbe scommesso per 273 volte tra il 2004 e il 2007 anche su se stesso. Tornato in campo il 19 ottobre 2008 in un match di Serie A, si sentì male improvvisamente e quattro giorni dopo gli fu diagnosticata una leucemia fulminante che il 25 ottobre lo porterà alla morte nella sua città natale.

## Coppa Davis
Luzzi ha rappresentato la nazionale italiana in Coppa Davis in quattro occasioni, tutte in singolare:
- 2001
  - Federico Luzzi  3 - 2  Ville Liukko
  - Federico Luzzi  0 - 3  Goran Ivanišević
  - Federico Luzzi  0 - 3  Ivan Ljubičić
- 2007
  - Federico Luzzi  2 - 0  Laurent Bram